# دهستان بهمن‌شیر شمالی
دهستان بهمنشیر شمالی نام دهستانی در بخش مرکزی شهرستان آبادان، استان خوزستان در ایران است. براساس سرشماری مرکز آمار ایران در سال ۱۳۹۵، جمعیت آن ۵،۳۰۶نفر (۱،۴۵۲خانوار) بوده‌است.